# Lista de membros associados da Academia Brasileira de Ciências empossados em 1981
Esta lista contém os nomes dos membros associados da Academia Brasileira de Ciências empossados em 1981.
A categoria de associados foi extinta na reforma estatutária ocorrida em 1999. Ambas as categorias titular e associado são de caráter vitalício.
| Imagem | Nome                            | Datas de nascimento e falecimento         | Local de nascimento | Área de especialização | Alma mater | Data de posse          | Conhecido por | Referências |
| ------ | ------------------------------- | ----------------------------------------- | ------------------- | ---------------------- | ---------- | ---------------------- | --- | ----------- |
|        | Adelmar Faria Coimbra-Filho     | 04 de junho de 1924 27 de junho de 2016   | Fortaleza, CE       | Ciências Biológicas    |            | 18 de dezembro de 1981 | Foi o primeiro Administrador do Parque Florestal da Gávea (1947 - 1957). Idealizou, organizou e dirigiu o Centro de Primatologia do Rio de Janeiro (FEEMA). Membro Fundador das Sociedades Brasileiras, de Botânica, de Zoologia e de Primatologia. | [ 3 ]       |
|        | Bráulio Magalhães Castro        | 19 de março de 1934 04 de janeiro de 2018 |                     | Ciências Biomédicas    | UFRJ       | 18 de dezembro de 1981 | Fundador do Instituto de Biologia da UnB | [ 4 ]       |
|        | Roberto Leal Lobo e Silva Filho | 04 de setembro de 1938                    | Rio de Janeiro, RJ  | Ciências Físicas       |            | 18 de dezembro de 1981 | Membro-fundador d'Academia de Ciências do Estado de São Paulo. Diretor do CNPq (1983-1985). Doutor Honoris Causa da Universidade de Purdue, EUA. | [ 5 ]       |